# Pfarrkirche Vitis

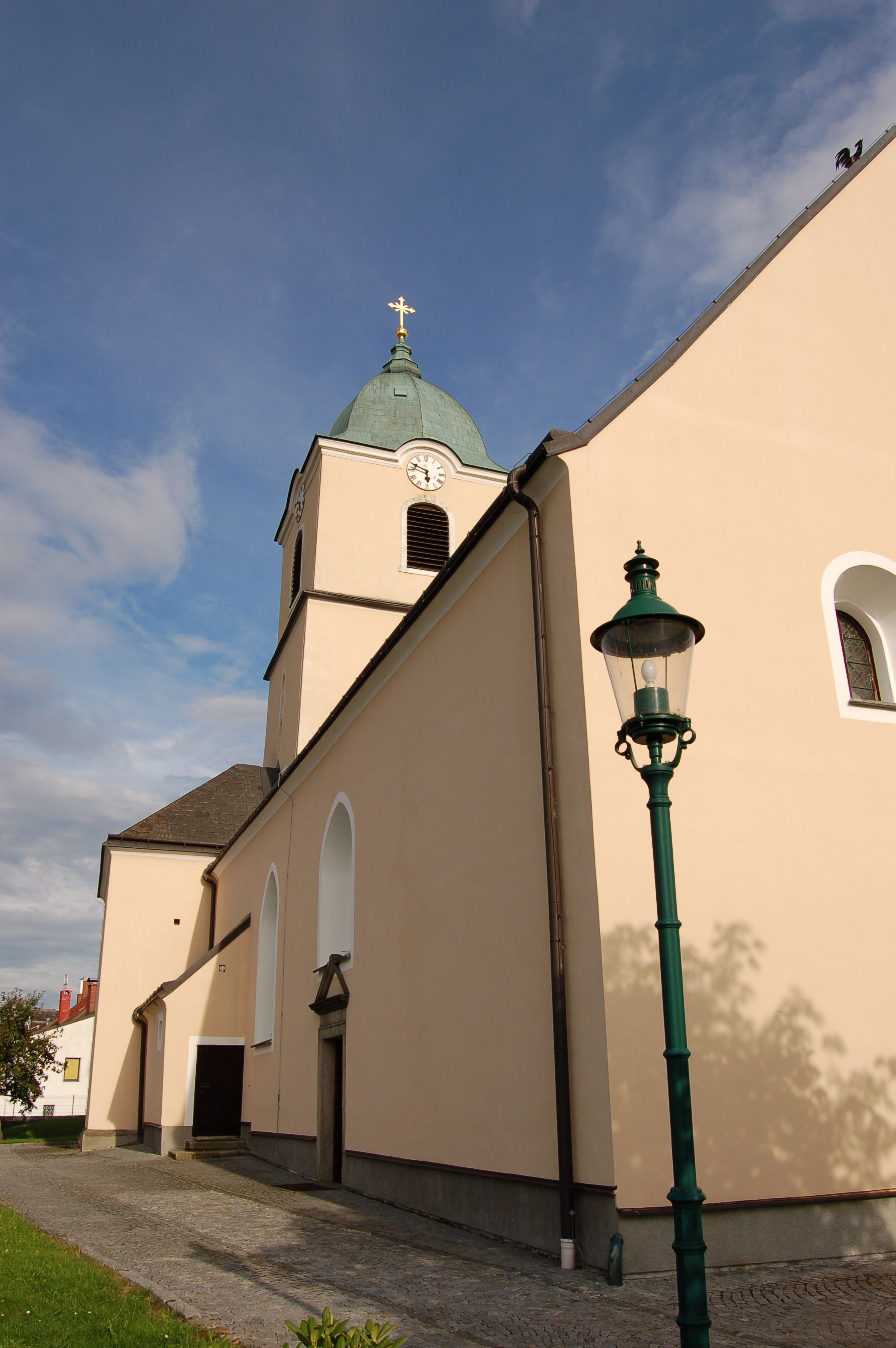
Vitiser Pfarrkirche

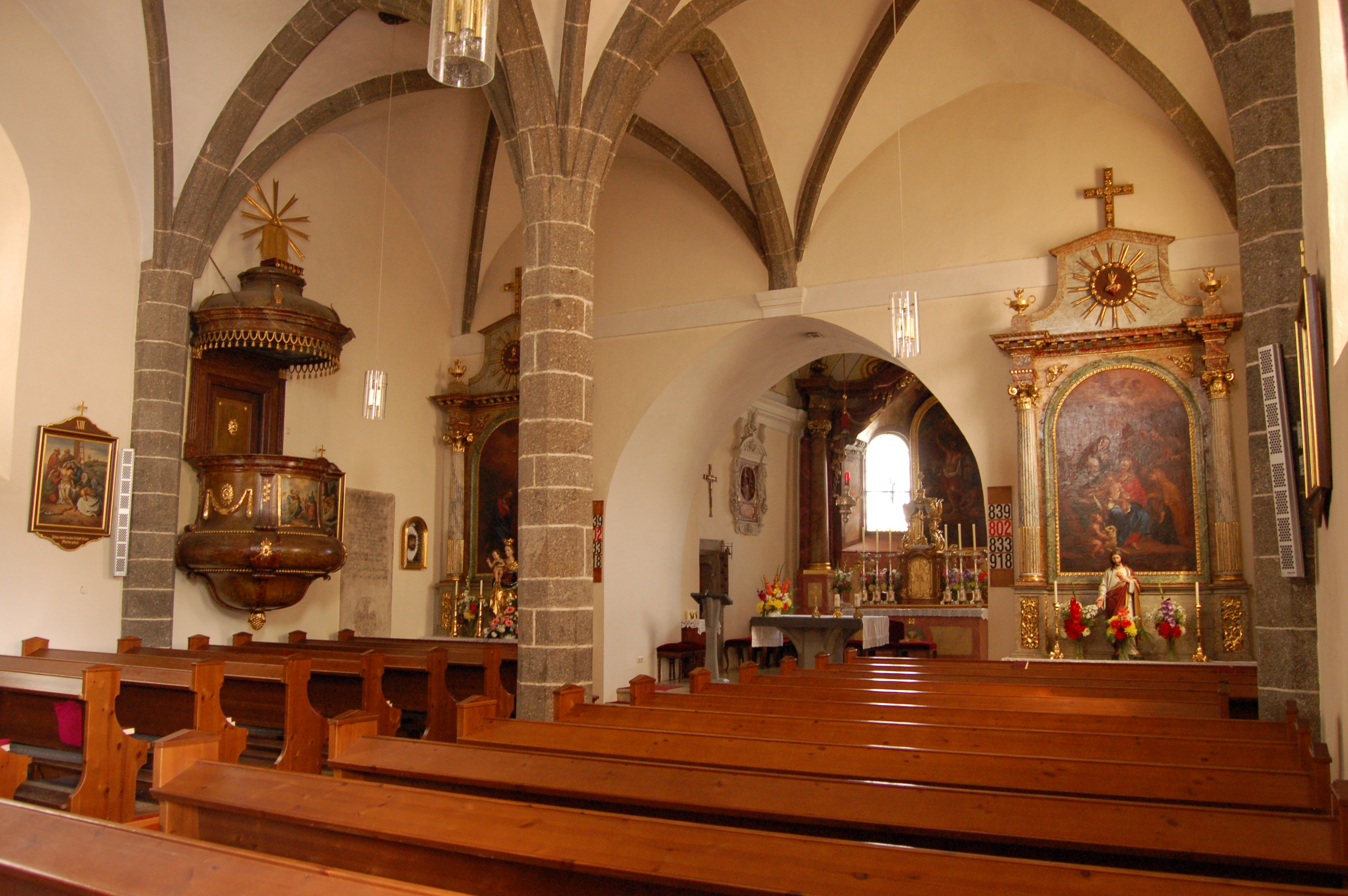
Blick in das Langhaus

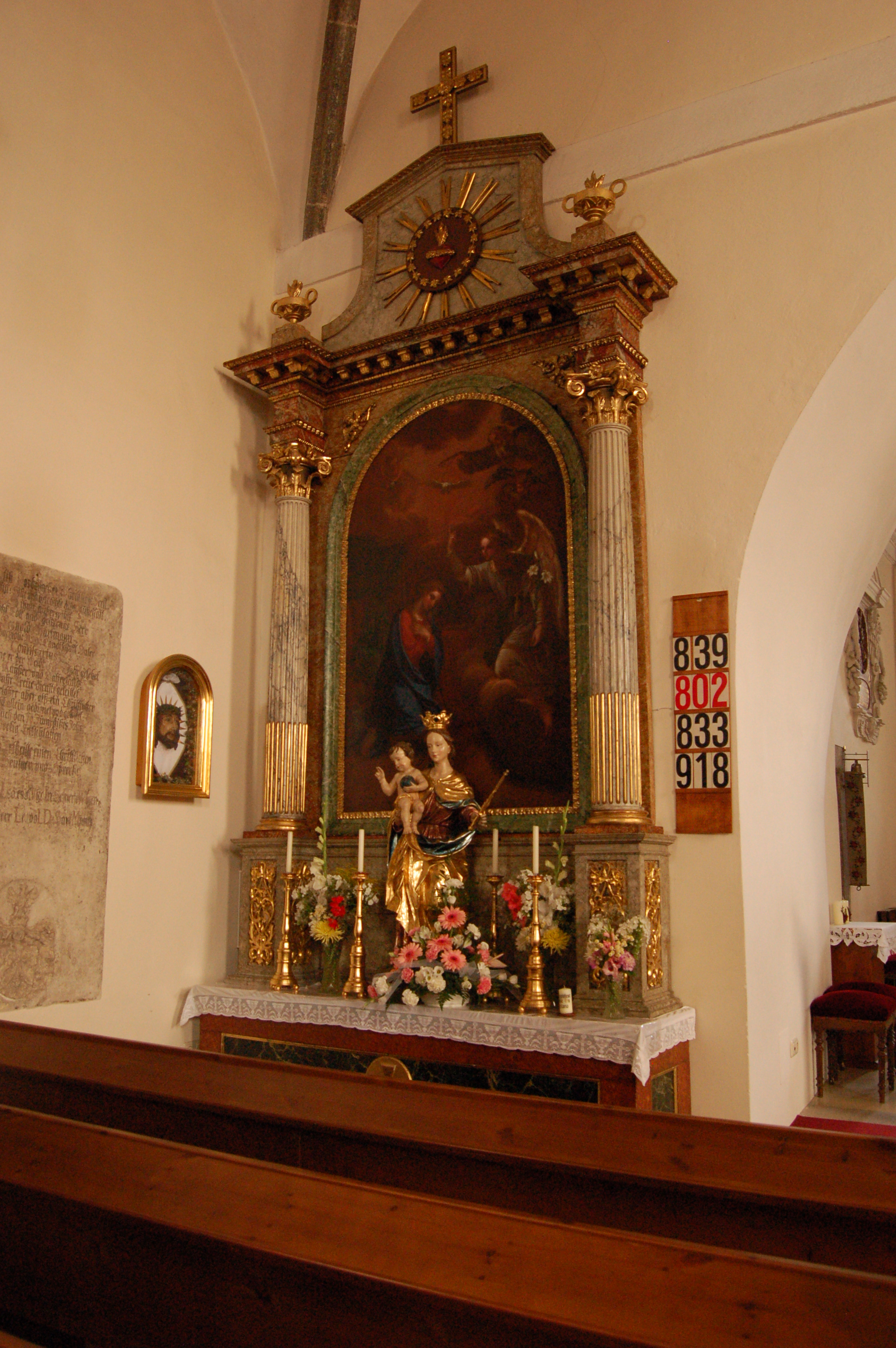
Linker Seitenaltar

Die Pfarrkirche Vitis ist eine römisch-katholische Pfarrkirche in der Marktgemeinde Vitis. Die Kirche ist dem heiligen Bartholomäus geweiht und gehört zum Dekanat Waidhofen an der Thaya.

## Geschichte
Die Pfarrkirche von Vitis wurde erstmals 1296 urkundlich erwähnt, als der Vitiser Pfarrer („Hertwicus dictus Tuechel plebanus de Vitis“) als Zeuge in einer Kaufurkunde genannt wurde. Die Kaufurkunde ist heute im Pfarrhof der benachbarten Pfarre Echsenbach ausgestellt. Als eine der besser ausgestatteten Pfarren des Waldviertels war Vitis Sitz einer Pfarrherrschaft, wobei die Pfarre über 14 Grundholde verfügt und zudem die Ortshoheit über Gadorf innehatte. Zudem standen dem Vitiser Pfarrer Zehnte aus allen Ortschaften der damaligen Pfarre zu. Als Patron der Pfarre dient der Graf von Hardegg. Im 16. Jahrhundert gehörte Vitis zum Dekanat vor dem Böhmerwald, wobei Pfarrer Zinner, der ab 1544 hier Pfarrer war, auch als einer der ersten Dechanten des um diese Zeit neugegründeten Dekanates fungierte. Während Zinners Amtszeit breitete sich auch in Vitis die Reformation aus, weshalb Zinner kurzfristig der vorerst letzte katholische Pfarrer von Vitis war.
Im 18. Jahrhundert führten Pfarrreformen zu einer völligen Veränderung der Pfarrstruktur im Umkreis von Vitis. Bereits 1741 wurde Hirschbach dank der Stiftung des Herrschaftsinhabers Graf Franz Sigmund von Herberstein zu einer eigenen Pfarre, wobei Hirschbach, Stölzles und Kleingloms aus der Pfarre Weißenalbern ausgepfarrt wurden. 1758 wurde die Pfarre Hirschbach um den Ort Kleinschönau erweitert. 1759 erfolgte die Erweiterung des Pfarrgebietes von Vitis, wobei in diesem Jahr Jaudling von Schrems und Sparbach von Großhaselbach nach Vitis eingepfarrt wurden. Im Gegenzug gelangten Grünau und Markl an die Pfarre Windigsteig. Durch die umfassenden kirchlichen Reformen Kaiser Josef II. kam es 1783 schließlich zu einer noch umfassenderen Pfarrreform. Edelprinz und Wiederfeld wurden in diesem Jahr der neugegründeten Pfarre Buchbach umgepfarrt, Guttenbrunn wurde hingegen Lokalie Seyfrieds zugeschlagen, während Kaltenbach von der Pfarre Echsenbach nach Vitis kam. Warnungs kam 1784 zur neu errichteten Pfarre Süßenbach. Die Reformen erstreckten sich jedoch nicht nur auf die Pfarrgebiete. 1785 übernahm die 1785 gegründete Diözese St. Pölten die Verwaltung der Waldviertler Dekanate vom Bistum Passau.
Durch die Aufhebung der Grundherrschaft verlor die Pfarre Vitis im 19. Jahrhundert seine vier Lehenhäuser, zehn Hofstätten und vier Kleinhäuser, bekam jedoch für die Abtretung seiner Rechte als Grundherr und Zehentinhaber 20.540 Gulden als Entschädigung.
Vitis verfügte lange Zeit über eine eigene Kaplansstelle, die jedoch auf Grund des Priestermangels seit 1973 nicht mehr besetzt werden konnte. Seit 1994 hat Vitis auch keinen eigenen Pfarrer mehr, sondern wird vom Pfarrer und Dechant Alfred Winkler betreut, der ursprünglich nur in der Pfarre Echsenbach tätig war.

## Bauwerk
Die Pfarrkirche von Vitis wurde ursprünglich als spätromanische Chorturmkirche errichtet und bildete mit dem sie umgebenden Friedhof einen Wehrkirchhof. Von Vorteil für die Wehrkirche waren dabei auch der Schutz durch Geländestufen im Süden, Westen und Norden. Das heutige Aussehen der Kirche wird vom spätgotischen Langhaus und dem mächtigen Chorturm an der Ostfront geprägt. An den Turm angebaut befindet sich im Norden die Sakristei aus dem 15. Jahrhundert und im Süden ein Verbindungsgang zur früher wahrscheinlich freistehenden Nikolauskapelle, die vermutlich als Karner Verwendung fand. Neben dem südseitigen Eingangsportal befindet sich das ehemalige Friedhofskreuz. Der Kirchturm war zwischen 1729 und 1732 um ein Glockengeschoß erhöht worden. Auf Grund von Baufälligkeit und nach Bränden musste der Turm jedoch auf die heutige Höhe reduziert werden, wobei der 1853 gefertigte Glockenhelm ihm sein heutiges Aussehen verlieh. Die ursprünglichen Glocken wurden bis auf eine aus dem Jahr 1797 während der beiden Weltkriege eingeschmolzen, 1949 kamen drei neue Glocken hinzu.
Das Langhaus der Pfarrkirche stammt aus der ersten Hälfte des 15. Jahrhunderts und wurde als zweischiffige, vierjochige Halle mit Kreuzrippengewölbe ausgeführt. Die Decke wird dabei von Achtseitpfeilern getragen. Der Altarraum wurde jedoch 1654 anlässlich der Beisetzung von Carl Ulrici von Gegenhof, dem Besitzer der Herrschaft Schwarzenau, barockisiert. Der Altar stammt aus der Zeit um 1732, das Altarbild zeigt den heiligen Bartholomäus in bekrönende Stuckdraperie eingeschlossen. Der freistehende Altartisch verfügt über einen neobarocken Tabernakelaufbau aus dem Jahr 1906. Die Seitenaltäre wurden 1847 von Franz Mayerhofer geschaffen, wobei die Altarblätter von August Bauer 1867 gefertigt wurden. Der linke Seitenaltar zeigt dabei die Verkündigung, der rechte Seitenaltar die Heilige Sippe. Zur Ausstattung der Kirche zählen zudem die 1822 von Johann Bauer gefertigte Kanzel in barocker Form. Die Orgel aus 1908 mit 9 Registern wurde von Franz Capek gebaut.